# جيمس أوبنهايم
جيمس أوبنهايم (بالإنجليزية: James Oppenheim)‏ هو مؤلف وكاتب سيناريو وكاتب وشاعر أمريكي، ولد في 24 مايو 1882 في نيويورك في الولايات المتحدة، وتوفي بنفس المكان في 4 أغسطس 1932.

## وصلات خارجية
- جيمس أوبنهايم على موقع IMDb (الإنجليزية)
- جيمس أوبنهايم على موقع ميوزك برينز (الإنجليزية)
- جيمس أوبنهايم على موقع ديسكوغز (الإنجليزية)
- جيمس أوبنهايم على موقع قاعدة بيانات الفيلم (الإنجليزية)